# Šintoistično svetišče
Šintoistično svetišče (神社, džindža, arhaično: šinša, kar pomeni: »kraj boga(-ov)«) je stavba, katere glavni namen je namestitev (relikvije) enega ali več kamijev, božanstev sveta šintoistične religije.

## Splošno
Strukturno je šintoistično svetišče običajno sestavljeno iz več zgradb.
Honden (本殿), kar pomeni: »glavna dvorana«) je kraj, kjer je/so relikvije kami zavetnika svetišča. Honden je lahko odsoten v primerih, ko svetišče stoji na ali blizu svete gore, drevesa ali drugega predmeta, ki ga je mogoče častiti neposredno, ali v primerih, ko ima svetišče oltarju podobno strukturo, imenovano himorogi ali predmet, za katerega se verjame, biti sposoben pritegniti duhove, imenovan joriširo, ki lahko služi tudi kot neposredna vez s kamijem. Obstaja lahko tudi haiden (拝殿, kar pomeni: "dvorana za čaščenje") in druge strukture.
Čeprav se v slovenščini uporablja samo ena beseda (»svetišče«), lahko v japonščini šintoistična svetišča nosijo katero koli od mnogih različnih, neenakovrednih imen, kot so gongen, -gū, džindža, džingū, mori, mjōdžin, -ša, taiša, ubusuna ali jaširo. Ob cestah lahko občasno najdemo miniaturna svetišča (hokore). Velika svetišča imajo včasih na svojih območjih miniaturna svetišča, sesša (摂社) ali maša (末社). Mikoši, nosilnice, ki jih nosijo na palicah med festivali (macuri), prav tako vsebujejo kami in se zato štejejo za svetišča.
Leta 927 n. št. je bil razglašen Engi-šiki (延喜式, dobesedno: »postopki obdobja Engi«). To delo je naštelo vseh 2861 šintoističnih svetišč, ki so obstajala v tistem času, in 3131 uradno priznanih in posvečenih kamijev. Leta 1972 je Agencija za kulturne zadeve ocenila število svetišč na 79.467, večinoma povezanih z Združenjem šintoističnih svetišč (神社本庁). Nekatera svetišča, kot je svetišče Jasukuni, so popolnoma neodvisna od katere koli zunanje oblasti. Število šintoističnih svetišč na Japonskem je ocenjeno na okoli 100.000. Ta številka lahko vključuje ali ne vključuje zasebnih svetišč v domovih in v lasti majhnih skupin, zapuščenih ali zapuščenih svetišč, hokore ob cesti itd.
Že od antičnih časov so družine Šake (社家) prevladovale v šintoističnih svetiščih prek dednih položajev in v nekaterih svetiščih se dedno nasledstvo nadaljuje še danes.
Znak Unicode, ki predstavlja šintoistično svetišče (na primer na zemljevidih), je U+26E9 ⛩.

## Rojstvo in evolucija

### Zgodnji izvor
Predniki so kami, ki jih je treba častiti. Vaški sveti iz obdobja Jajoj so iskali nasvet prednikov in drugih kamijev ter razvili instrumente, joriširo (依り代), da bi jih priklicali. Jošiširo pomeni »nadomestek pristopa« in je bil zasnovan za privabljanje kamijev, da jim omogoči fizični prostor, s čimer postane kami dostopen ljudem.
Zasedanja vaškega sveta so potekala na mirnih mestih v gorah ali v gozdovih v bližini velikih dreves ali drugih naravnih predmetov, ki so služili kot joriširo. Ti sveti kraji in njihov joriširo so se postopoma razvili v današnja svetišča, katerih izvor še vedno lahko vidimo v japonskih besedah za »goro« in »gozd«, kar lahko pomeni tudi »svetišče«. Mnoga svetišča imajo na svojem ozemlju enega od prvotnih velikih joriširo: veliko drevo, obdano s sveto vrvjo, imenovano šimenava (標縄・注連縄・七五三縄).
Prve stavbe na krajih, posvečenih bogoslužju, so bile kočam podobne stavbe, zgrajene za bivanje nekaterih joriširo. Sled tega izvora je mogoče najti v izrazu hokura (神庫), »skladišče božanstev«, ki se je razvil v hokora (zapisano z enakimi črkami 神庫) in velja za eno prvih besed za svetišče.

### Prva začasna svetišča
Prava svetišča so nastala z začetkom poljedelstva, ko se je pojavila potreba po privabljanju kamijev, da bi zagotovili dobre letine. Vendar so bile to le začasne strukture, zgrajene za določen namen, tradicijo katere je mogoče najti v nekaterih obredih.
Tu in tam se še najdejo namigi o prvih svetiščih. Svetišče Ōmiva v Nari, na primer, ne vsebuje svetih podob ali predmetov, ker naj bi služilo gori, na kateri stoji – slike ali predmeti so zato nepotrebni. Iz istega razloga ima bogoslužno dvorano, haiden (拝殿), vendar nima prostora za namestitev kamija, imenovanega šinden (神殿). Arheologija potrjuje, da so bili v obdobju Jajoi najpogostejši šintai (神体) (joriširo, v katerem so dejansko bili skriti kami) v najzgodnejših svetiščih bližnji gorski vrhovi, ki so oskrbovali ravnice, kjer so živeli ljudje, z vodo. Poleg že omenjenega svetišča Ōmiva je še en pomemben primer gora Nantai, gora v obliki falusa v Nikku, ki predstavlja šintai svetišča Futarasan. Pomembno je, da ime Nantai (男体) pomeni »moško telo«. Gora ne oskrbuje z vodo samo riževih polj pod seboj, ampak ima obliko faličnih kamnitih palic, ki jih najdemo na mestih pred kulturo Džōmon.

### Obredi in slovesnosti
Leta 905 n. št. je cesar Daigo ukazal zbirko šintoističnih obredov in pravil. Znano je, da so bili prejšnji poskusi kodifikacije, vendar niti Konin niti Džogan Gišiki  nista preživela. Sprva pod vodstvom Fudživara no Tokihira (državnik, dvorjan in politik 880-949) je projekt obstal ob njegovi smrti aprila 909. Njegov brat je prevzel vodenje in leta 912  ter leta 927 je bila v petdesetih zvezkih objavljena knjiga o zakonih in običajih Engi-šiki (延喜式, dobesedno: »Postopki dobe Engi«). Ta prva uradna kodifikacija šintoističnih obredov in Norita (liturgična besedila ali obredni zaklini), ki je preživela, je postala osnova za vso kasnejšo šintoistično liturgično prakso in prizadevanja. Poleg prvih desetih zvezkov tega dela v petdesetih zvezkih (ki je zadevalo bogoslužje in oddelek za bogoslužje) so razdelki v naslednjih zvezkih, ki obravnavajo ministrstvo za obrede (治部省) in ministrstvo za cesarsko hišo (宮内省), prav tako urejali šintoistično bogoslužje in je vsebovalo liturgične obrede in predpise. Felicia Gressitt Brock je leta 1970 izdala dvodelni komentirani angleški prevod prvih desetih zvezkov z uvodom Engi-šiki; procedures of the Engi Era.

## Prihod in vpliv budizma
Prihod budizma na Japonsko okoli 6. stoletja je uvedel koncept stalnega svetišča. Veliko število budističnih templjev je bilo zgrajenih poleg obstoječih svetišč v mešanih kompleksih, imenovanih džingū-dži (神宮寺, dobesedno: »svetišče tempelj«), da bi duhovništvom pomagali pri spopadanju z lokalnimi kamiji, zaradi česar so ta svetišča postala trajna. Nekaj časa v njihovem razvoju se je začela uporabljati beseda mija (宮), ki pomeni »palača«, kar kaže na to, da so svetišča do takrat postala impozantne strukture današnjega časa.
Ko so bila zgrajena prva stalna svetišča, je šintoizem razkril močno težnjo po upiranju arhitekturnim spremembam, težnjo, ki se je pokazala v tako imenovanem šikinen sengū-saidžu (式年遷宮祭), tradiciji zveste obnove svetišč v rednih intervalih ob strogem upoštevanju njihovega izvirnega oblikovanja. Ta običaj je razlog, da so se starodavni slogi ponavljali skozi stoletja do danes in so ostali bolj ali manj nedotaknjeni. Najboljši obstoječi primer tega je Veliko svetišče Ise, ki ga še vedno obnavljajo vsakih 20 let. Tradicija obnove svetišč ali templjev je prisotna tudi v drugih religijah. Izumo-taiša, Sumijoši-taiša in svetišče Nišina Šinmei pravzaprav predstavljajo vsak drugačen slog, katerega izvor naj bi bil pred budizmom na Japonskem. Ti trije slogi so znani kot taiša-zukuri, sumijoši-zukuri in šinmei-zukuri (glej spodaj).
Svetišča niso bila popolnoma imuna na spremembe in dejansko kažejo različne vplive, zlasti budizma, kulturnega uvoza, ki je zagotovil velik del besednjaka šintoistične arhitekture. Rōmon (楼門, stolpna vrata), haiden, kairo (回廊, koridor), tōrō ali kamnita svetilka in komainu ali levji psi (glej spodaj za razlago teh izrazov) so vsi elementi izposojeni iz budizma.

### Šinbucu šūgōindžingūdži
Do obdobja Meidži (1868–1912) so bila svetišča, kot jih poznamo danes, redka. Z zelo redkimi izjemami, kot sta Veliko svetišče Ise in Izumo-taiša, so bili le del kompleksa templja in svetišča, ki ga je nadzorovala budistična duhovščina. Ti kompleksi so se imenovali džingū-dži (神宮寺, dobesedno: »tempelj svetišča«), kraji čaščenja, sestavljeni iz budističnega templja in svetišča, posvečenega lokalnemu kamiju. Kompleksi so nastali, ko je bil poleg svetišča postavljen tempelj, da bi pomagal kamiju pri karmičnih težavah. Takrat so mislili, da so tudi kamiji podvrženi karmi in zato potrebujejo odrešitev, ki jo lahko zagotovi samo budizem. Ko so se džingū-dži prvič pojavili v obdobju Nara (710–794), so ostali običajni več kot tisočletje, dokler niso bili z redkimi izjemami uničeni v skladu z novo politiko uprave Meidži leta 1868.

### Šinbucu bunri
Šintoistično svetišče je doživelo veliko spremembo, ko je administracija Meidži razglasila novo politiko ločevanja kamijev in tujih Bud (šinbucu bunri) z redom ločevanja (神仏判然令, Šinbucu Hanzenrei). Ta dogodek je velikega zgodovinskega pomena deloma zato, ker je sprožil haibucu kišaku, nasilno protibudistično gibanje, ki je v zadnjih letih šogunata Tokugava in med obnovo Meidži povzročilo prisilno zaprtje na tisoče budističnih templjev in zaplembo njihove zemlje, prisilno vrnitev menihov v laiško življenje in uničenje knjig, kipov in druge budistične lastnine.
Do konca obdobja Edo so bila lokalna verovanja o kami in budizem tesno povezana v tako imenovani šinbucu šūgō (神仏習合), vse do točke, ko so bile celo iste stavbe uporabljene kot šintoistična svetišča in budistične templje.
Po zakonu bi bila oba na silo ločena. To je potekalo v več fazah. Sprva je ukaz, ki ga je izdal Džingidžimuka aprila 1868, odredil odstavitev šasō in bettō (menihi v svetiščih, ki izvajajo budistične obrede v šintoističnih svetiščih). Nekaj dni pozneje je 'Daidžōkan' prepovedal uporabo budistične terminologije, kot je gongen, za japonske kami in čaščenje budističnih kipov v svetiščih. Tretja stopnja je bila prepoved uporabe budističnega izraza Daibosacu (Veliki bodhisatva) za sinkretičnega kamija Hačimana v svetiščih Ivašimizu Hačiman-gū in Usa Hačiman-gū.  V četrti in zadnji fazi je bilo vsem razglašenim bettō in šasō rečeno, naj postanejo »duhovniki v svetiščih« (kannuši) in se vrnejo v svoja svetišča. Poleg tega je bilo menihom sekte Ničiren rečeno, naj nekaterih božanstev ne imenujejo kami.
Po kratkem obdobju, v katerem je užival naklonjenost ljudi, je proces ločitve Bud in kamijev vendarle zastal in je še vedno le delno zaključen. Do danes imajo skoraj vsi budistični templji na Japonskem majhno svetišče (čindžuša), posvečeno šintoističnemu kamiju in obratno, budistične figure (npr. boginja Kannon) so čaščene v šintoističnih svetiščih.

## Šintai
Značilnosti svetišča so kami, ki ga vsebuje in šintai (ali go-šintai, če se uporablja častna predpona go-), v katerem je. Medtem ko ime dobesedno pomeni »telo kamija«, so šintaji fizični predmeti, ki se častijo v šintoističnih svetiščih ali blizu njih, ker se verjame, da v njih prebiva kami. Kljub temu, kar morda nakazuje njihovo ime, šintaji sami po sebi niso del kamijev, temveč le simbolična skladišča, zaradi katerih so dostopni ljudem za čaščenje. Zato je rečeno, da jih naseljuje kami. Šintai so prav tako nujni joriširo, to so predmeti po svoji naravi, ki lahko pritegnejo kami.
Najpogostejši šintai so umetni predmeti, kot so ogledala, meči, dragulji (na primer kamni v obliki vejice, imenovani magatama), gohei (palice, ki se uporabljajo med verskimi obredi) in kipi kamijev, imenovani šinzō (神像), vendar lahko so tudi naravni objekti, kot so skale, gore, drevesa in slapovi. Gore so bile med prvimi in so še vedno med najpomembnejšimi šintaji in jih častijo v več znanih svetiščih. Gora, za katero verjamejo, da je dom kamija, kot na primer gora Fudži ali gora Miva, se imenuje šintai-zan (神体山). V primeru šintaija, ki ga je naredil človek, je treba kamija povabiti, da prebiva vanj (glej naslednji pododdelek, Kandžō).
Ustanovitev novega svetišča zahteva prisotnost že obstoječega, naravnega šintai (na primer skala ali slap, v katerem živi lokalni kami) ali umetnega, ki ga je zato treba nabaviti ali narediti za ta namen. Primer prvega primera so slapovi Nači, ki jih častijo v svetišču Hirjū v bližini Kumano Nači-taiša in naj bi jih naselil kami, imenovan Hirjū Gongen.
Prva dolžnost svetišča je namestiti in zaščititi svoj šintai in kami, ki ga naseljuje. Če ima svetišče več kot eno stavbo, se tista, ki vsebuje šintai, imenuje honden; ker je namenjen izključno uporabi kamijev, je vedno zaprt za javnost in se ne uporablja za molitve ali verske obrede. Šintai zapusti honden le med prazniki (macuri), ko ga dajo v prenosna svetišča (mikoši) in ga med verniki nosijo po ulicah. Prenosno svetišče se uporablja za fizično zaščito šintai in njegovo skrivanje pred pogledi.

### Ponovna umestitev
Pogosto bo odprtje novega svetišča zahtevalo obredno razdelitev kami in prenos enega od dveh nastalih duhov na novo lokacijo, kjer bo animiral šintai. Ta proces se imenuje kandžō, razdeljeni duhovi pa bunrei (分霊, dobesedno: »razdeljen duh«), go-bunrei (御分霊) ali vakemitama (分霊). Ta postopek razmnoževanja, ki so ga duhovniki kljub temu imenu opisali ne kot delitev, temveč kot podoben prižigu sveče od druge že prižgane sveče, pusti prvotni kami nedotaknjen na njegovem prvotnem mestu in zato ne spremeni ničesar njegovih lastnosti. Nastali duh ima vse lastnosti izvirnika in je zato »živ« in trajen. Postopek se pogosto uporablja - na primer med šintoističnimi festivali (macuri) za animiranje začasnih svetišč, imenovanih mikoši.
Ni nujno, da pride do prenosa iz svetišča v drugo: nova lokacija razdeljenega duha je lahko zasebni objekt ali hiša posameznika. Proces kandžō je bil temeljnega pomena pri ustvarjanju vseh mrež svetišč na Japonskem (svetišča Inari, svetišča Hačiman itd.).

## Šakedružine
Šake (社家) je ime za družine in nekdanji družbeni razred, ki je prevladoval v šintoističnih svetiščih prek dednih položajev v svetiščih. Družbeni razred je bil ukinjen leta 1871, vendar številne družine šake še vedno nadaljujejo dedno nasledstvo do danes in nekatere so bile po obnovi Meidži imenovane za dedno plemstvo (Kazoku).
Nekatere najbolj znane družine šake so:
- Arakida in Vatarai iz velikega svetišča Ise[24]
- Senge in Kitadžima Izumo-taiša
- Ōnakatomi Kasuga-taiša
- Urabe iz svetišča Jošida

## Znana svetišča in mreže svetišč
Tisti, ki jih častijo v svetišču, so na splošno šintoistični kami, včasih pa so lahko budistična ali taoistična božanstva, pa tudi druga, za katera na splošno ne velja, da pripadajo šintoizmu. Nekatera svetišča so bila ustanovljena za čaščenje živih ljudi ali figur iz mitov in legend. Znan primer so svetišča Tōšō-gū, postavljena v svetišče Tokugava Iejasu ali številna svetišča, posvečena Sugavara no Mičizaneju, kot je Kitano Tenman-gū.
Pogosto svetišča, ki so bila zgodovinsko najpomembnejša, ne ležijo v nekdanjem središču moči, kot so Kjoto, Nara ali Kamakura. Na primer, Veliko svetišče Ise, družinsko svetišče cesarske družine, je v prefekturi Mie. Izumo-taiša, eno najstarejših in najbolj cenjenih svetišč na Japonskem, je v prefekturi Šimane. To je zato, ker je njihova lokacija lokacija tradicionalno pomembnega kamija in ne lokacija posvetnih institucij.
Nekatera svetišča obstajajo samo v enem kraju, druga pa so na čelu mreže svetišč podružnic (分社, bunša). Širjenje kamija lahko povzroči enega ali več različnih mehanizmov. Tipična je operacija, imenovana kandžō, postopek razmnoževanja, skozi katerega je kami povabljen na novo lokacijo in tam ponovno uvrščen. Novo svetišče se upravlja popolnoma neodvisno od tistega, iz katerega izvira.
Vendar pa obstajajo tudi drugi mehanizmi prenosa. V primeru velikega svetišča Ise se je na primer njegova mreža svetišč Šinmei (iz Šinmei, 神明; drugo ime za Amaterasu) povečala zaradi dveh sočasnih vzrokov. V poznem obdobju Heian se je kult Amaterasuja, ki so ga sprva častili samo v velikem svetišču Ise, začel širiti na posest svetišča prek običajnega mehanizma kandžō. Kasneje so se podružnična svetišča začela pojavljati še dlje. Prvi dokaz o svetišču Šinmei daleč od Iseja je Azuma Kagami, besedilo iz obdobja Kamakura, ki se nanaša na pojav Amanave Šinmei-gū v Kamakuri, Kanagava. Amaterasu so začeli častiti v drugih delih države zaradi tako imenovanega fenomena tobi šinmei (飛び神明, leteči Šinmei), prepričanja, da bo odletel na druge lokacije in se tam naselil. Podobni mehanizmi so odgovorni za širjenje drugih kamijev po državi.

### Pomembna svetišča
Veliko svetišče Ise v prefekturi Mie je skupaj z Izumo-taiša najbolj reprezentativno in zgodovinsko pomembno svetišče na Japonskem. Dve svetišči kami igrata temeljne vloge v Kodžiki in Nihon Šoki, dveh besedilih, ki sta zelo pomembni za šintoizem. Ker je njegov kami, Amaterasu, prednik cesarja, je veliko svetišče Ise družinsko svetišče cesarske hiše. Veliko svetišče Ise pa je posvečeno posebej cesarju in v preteklosti so celo njegova mati, žena in babica potrebovale njegovo dovoljenje za čaščenje tam. Njegov tradicionalni in mitološki datum ustanovitve sega v leto 4 pred našim štetjem, vendar zgodovinarji menijo, da je bilo ustanovljeno okoli 3. do 5. stoletja našega štetja.
Izumo-taiša (v prefekturi Šimane) je tako star, da o njegovem nastanku ni ohranjen noben dokument, zato leto ustanovitve ni znano. Svetišče je središče vrste priljubljenih sag in mitov. Kami, ki ga vsebuje, Ōkuninuši, je ustvaril Japonsko, preden so jo naselili Amaterasujevi potomci, cesarjevi predniki. Zaradi svoje fizične oddaljenosti je Izumo v zgodovinskih časih zasenčila slava drugih krajev, vendar je še vedno razširjeno prepričanje, da se oktobra tam srečajo vsi japonski bogovi. Zaradi tega je mesec oktober znan tudi kot »mesec brez bogov« (神無月, Kannazuki, eno od njegovih imen v starem lunarnem koledarju), medtem ko se samo pri Izumo-taiši imenuje mesec z bogovi (神在月・神有月, Kamiarizuki).
Fušimi Inari-taiša je glavno svetišče največje mreže svetišč na Japonskem, ki ima več kot 32.000 članov (približno tretjina vseh). Čaščenje Inari Okami se je tukaj začelo v 8. stoletju in se od takrat nadaljuje ter se širi na preostalo državo. Svetišče v kraju Fušimi-ku v Kjotu stoji ob vznožju gore, tudi imenovane Inari in vključuje poti navzgor do številnih manjših svetišč. Drug zelo velik primer je svetišče Jūtoku Inari v mestu Kašima, prefektura Saga.
Svetišče Usa v prefekturi Ōita (imenovano v japonščini Usa Džingū ali Usa Hačiman-gū) je skupaj z Ivašimizu Hačiman-gū vodja mreže svetišč Hačiman. Čaščenje Hačimana se je tukaj začelo vsaj še v obdobju Nara (710–794). Leta 860 je bil kami razdeljen in pripeljan v Ivašimizu Hačiman-gū v Kjotu, ki je postal središče čaščenja Hačimana v prestolnici. Usa Hačiman-gū, ki je na vrhu gore Otokojama, je posvečen cesarju Odžinu, njegovi materi cesarici Džungū in ženski kami Hime no Okami.
Svetišče Icukušima je skupaj z Munakata-taišo na čelu mreže svetišč Munakata. Poznan po tem, da je dvignil torije iz vode in je Unescov seznam svetovne dediščine. Svetišče je posvečeno trem hčeram Susano-o no Mikoto, kamiju morij in neviht ter bratu velikega sončnega kamija.
Kasuga-taiša je šintoistično svetišče v mestu Nara v prefekturi Nara na Japonskem. Ustanovljeno leta 768 našega štetja in večkrat prezidano skozi stoletja, je svetišče družine Fudživara. Notranjost je znana po številnih bronastih lučeh, pa tudi po številnih kamnitih lučeh, ki vodijo do svetišča. Arhitekturni slog Kasuga-zukuri je dobil ime po honden Kasuga-taiša.
Kompleks svetišč Kumano Sanzan, vodja mreže svetišč Kumano, vključuje Kumano Hajatama-taiša (prefektura Vakajama, Šingu), Kumano Hongu-taiša (prefektura Vakajama, Tanabe) in Kumano Nači.taiša (prefektura Vakajama, Načikacura). Svetišča ležijo med 20 in 40 km eno od drugega. Povezuje jih romarska pot, znana kot »Kumano Sankeimiči« (熊野参詣道). Veliki kompleks Kumano Sanzan vključuje tudi dva budistična templja, Seiganto-dži in Fudarakusan-dži. 
Verski pomen regije Kumano sega v prazgodovino in torej pred vsemi sodobnimi religijami na Japonskem. Območje je veljalo in še vedno velja za kraj telesnega zdravljenja.
Svetišče Jasukuni v Tokiu je posvečeno vojakom in drugim, ki so umrli v boju za japonskega cesarja.

### Mreža svetišč
Ocenjuje se, da je na Japonskem približno 80.000 svetišč. Večina šintoističnih svetišč je povezana z mrežo svetišč. To šteje samo svetišča z rezidenčnimi duhovniki; če so vključena manjša svetišča (kot so obcestna ali gospodinjska svetišča), bi se število podvojilo. Te so zelo koncentrirane; več kot ena tretjina jih je povezana z Inari (več kot 30.000 svetišč), prvih šest omrežij pa obsega več kot 90 % vseh svetišč, čeprav obstaja vsaj 20 omrežij z več kot 200 svetišči.
| 10 največjih mrež svetišč na Japonskem | Podružnična svetišča | Glavno svetišče                                                             |
| -------------------------------------- | -------------------- | --------------------------------------------------------------------------- |
| Svetišča Inari                         | 32.000               | Fušimi Inari-taiša (Kjoto)                                                  |
| Svetišča Hačiman                       | 25.000               | Usa Hačiman-gū (Prefektura Ōita, Kjušu), Ivašimizu Hačiman-gū (Kjoto)       |
| Svetišča Šinmei                        | 18.000               | Ise Džingū (prefektura Mie)                                                 |
| Svetišča Tendžin                       | 10.500               | Kitano Tenman-gū (Kjoto), Dazaifu Tenman-gū (prefektura Fukuoka]], Kjušu)   |
| Svetišča Munakata                      | 8500                 | Munakata taiša]] (prefektura Fukuoka, Kjušu), Svetišče Icukušima (Hirošima) |
| Svetišča Suva                          | 5000                 | Suva taiša]] (prefektura Nagano)                                            |
| Svetišča Hijoši                        | 4000                 | Hijoši taiša]] (prefektura Šiga)                                            |
| Svetišča Kumano                        | 3000                 | Kumano Nači taiša (prefektura Vakajama)                                     |
| Svetišča Csušima                       | 3000                 | svetišče Cušima (prefektura Aiči)                                           |
| Svetišča Jasaka                        | 3000                 | Svetišče Jasaka (Kjoto)                                                     |

Naslednjih deset največjih mrež vsebuje od 2000 podružnic do približno 200 podružnic in med drugim vključujejo mreže, ki jih vodijo Macunoo-taiša, svetišče Kibune in Taga-taiša.

#### Svetišča Inari
Število podružničnih svetišč daje približen pokazatelj njihovega verskega pomena in niti Veliko svetišče Ise niti Izumo-taiša ne moreta zasesti prvega mesta. Daleč najštevilčnejša so svetišča, posvečena Inariju, kamiju varuhu kmetijstva, priljubljenemu po vsej Japonski, ki sama predstavljajo skoraj tretjino vseh. Inari ščiti tudi ribolov, trgovino in produktivnost na splošno. Zaradi tega imajo številne sodobne japonske korporacije v svojih prostorih svetišča, posvečena Inari. Svetišča Inari so običajno zelo majhna in jih je zato enostavno vzdrževati, lahko pa so tudi zelo velika, kot v primeru Fušimi Inari-taiša, glavnega svetišča mreže. Kami je zapisan tudi v nekaterih budističnih templjih.
Vhod v svetišče Inari je običajno označen z enim ali več cinobrskimi toriji in dvema belima lisicama (kicune). To rdečo barvo so začeli identificirati z Inari zaradi razširjenosti njene uporabe med Inari svetišči in njihovimi toriji. Za kipe kicune se včasih zmotno verjame, da so oblika, ki jo je prevzel Inari in običajno prihajajo v parih, ki predstavljajo moškega in žensko, čeprav spol običajno ni očiten. Ti kipi lisice držijo v ustih ali pod sprednjo taco simboličen predmet – najpogosteje dragulj in ključ, pogosti pa so tudi sveženj riža, zvitek ali lisičji mladič. Skoraj vsa svetišča Inari, ne glede na to, kako majhna, bodo vsebovala vsaj par teh kipov, običajno ob strani, na oltarju ali pred glavnim svetiščem.

#### Svetišča Hačiman
Sinkretična entiteta, ki jo častijo kot kamija in budističnega daibosacuja, je Hačiman tesno povezan tako z učenjem kot z bojevniki. V 6. ali 7. stoletju so cesarja Ōdžina in njegovo mater cesarico Džingū identificirali skupaj s Hačimanom. Hačiman, ki je bil prvič zapisan v Usa Džingu v prefekturi Ōita, je bil globoko čaščen v obdobju Heian. Po kodžikiju je bil Ōdžin tisti, ki je korejske in kitajske učenjake povabil na Japonsko, zato je pokrovitelj pisanja in učenja.
Ker je bil kot cesar Ōdžin prednik klana Minamoto, je Hačiman postal skrbniški kami (氏神, udžigami) samurajskega klana Minamoto iz Kavačija (Osaka). Potem ko je Minamoto no Joritomo postal šogun in ustanovil šogunat Kamakura, je Hačimanova priljubljenost narasla in posledično je postal zaščitnik bojevniškega razreda, ki ga je šogun pripeljal na oblast. Iz tega razloga je šintai Hačimanovega svetišča običajno streme ali lok.
V japonskem srednjem veku se je čaščenje Hačimana razširilo po vsej Japonski ne le med samuraji, ampak tudi med kmeti. Na Japonskem je njemu posvečenih 25.000 svetišč, drugo najštevilčnejše za svetišči mreže Inari. Usa Džingu je glavno svetišče mreže skupaj z Ivašimizu Hačiman-gū. Vendar pa svetišče Hakozaki in Curugaoka Hačiman-gū nista zgodovinsko nič manj pomembni svetišči in sta bolj priljubljeni.

#### Svetišča Munakata
Na čelu s Kjūšūjevim svetiščem Munakata taiša in Icukušima, svetišča v tem omrežju zajemajo tri ženske kami iz Munakata (宗像三女神, Munakata Sandžošin) in sicer Čikišima Hime-no-Kami, Tagicu Hime-no-Kami in Tagori Hime-no- Kami. Isti trije kamiji so zapisani drugje v omrežju, včasih pod drugim imenom. Vendar, medtem ko Munakata taiša hrani vse tri na ločenih otokih, ki pripadajo njegovemu kompleksu, svetišča podružnic na splošno ne; katerega kamija zapišejo, je odvisno od zgodovine svetišča in z njim povezanih mitov.

#### Svetišča Tendžin
Mreža svetišč Tendžin vključuje učenjaka Sugavaro no Mičizaneja iz 9. stoletja. Sugavara je bil prvotno posvečen, da bi pomiril svojega duha, ne pa da bi ga častili. Mičizane je bil v svojem življenju neupravičeno izgnan, zato je bilo treba nekako pomiriti njegov bes, ki naj bi bil vzrok za kugo in druge katastrofe. Kitano Tenman-gū je bilo prvo od svetišč, posvečenih njemu. Ker je bil v življenju učenjak, je postal kami učenja in v obdobju Edo so šole zanj pogosto odprle podružnično svetišče. Drugo pomembno svetišče, posvečeno njemu, je Dazaifu Tenman-gū.

#### Svetišča Šinmei
Medtem ko je bil v uporabi pravni sistem ricurjō, so bili obiski prebivalcev Iseja prepovedani. Z oslabitvijo v obdobju Heian so v svetišče odprli tudi za navadne ljudi. Rast mreže svetišč Šinmei je bila posledica dveh sočasnih vzrokov. V poznem obdobju Heian so boginjo Amaterasu, ki so jo sprva častili le v velikem svetišču Ise, začeli ponovno uveljavljati v svetiščih podružnic v lastni posesti Ise prek značilnega mehanizma kandžō. Prvi dokaz o svetišču Šinmei drugje je podan z Azuma Kagami, besedilom iz obdobja Kamakure, ki se nanaša na pojav Amanawa Šinmei-gū v Kamakuri. Amaterasu se je razširil v druge dele države tudi zaradi tako imenovanega fenomena tobi šinmei (飛び神明, dobesedno: »leteči Šinmei«), prepričanja, da je Amaterasu odletel na druge lokacije in se tam naselil.

#### Svetišča Kumano
Svetišča Kumano zajemajo tri gore Kumano: Hongū, Šingū in Nači (Kumano Gongen (熊野権現)). Izvor kulta Kumano je kompleks svetišč Kumano Sanzan, ki vključuje Kumano Hajatama taiša (熊野速玉大社) (prefektura Vakajama, Šingu), Kumano Hongu taiša (prefektura Vakajama, Tanabe) in Kumano Nači taiša (prefektura Vakajama, Načikacura). Na Japonskem je več kot 3000 svetišč Kumano.

## Struktura
Sledi seznam in diagram, ki prikazuje najpomembnejše dele šintoističnega svetišča:
1. Tori – šintoistična vrata
2. Kamnite stopnice
3. Sando – pristop do svetišča
4. Čōzuja ali temizuja – mesto čiščenja za čiščenje rok in ust
5. Tōrō – okrasne kamnite lanterne
6. Kagura-den – stavba posvečena Noh ali svetemu plesu kagura
7. Šamušo – upravni urad svetišča
8. Ema – lesene ploščice z molitvami ali željami
9. Secsumacuša – majhna pomožna svetišča
10. Komainu – tako imenovani "levji psi", varuhi svetišča
11. Haiden – oratorij ali bogoslužna dvorana
12. Tamagaki – ograja, ki obdaja honden
13. Honden – glavna dvorana, v kateri so kami
14. Na strehi haiden in honden sta vidna čigi (fiala in kacuogi  (kratka vodoravna bruna), oboje pogosta tempeljska ornamentika.

Splošni načrt šintoističnega svetišča je budističnega izvora. Prisotnost verand, kamnitih luči in dovršenih vrat je primer tega vpliva. Sestava šintoističnega svetišča je izjemno spremenljiva in nobena od številnih možnih značilnosti ni nujno prisotna. Celo honden lahko manjka, če svetišče časti bližnji naravni šintai.
Ker pa je njegovo zemljišče sveto, je običajno obdano z ograjo iz kamna ali lesa, imenovano tamagaki, medtem ko je dostop omogočen s pristopom, imenovanim sandō. Sami vhodi so prepredeni z vrati, imenovanimi tori, ki so običajno najpreprostejši način za identifikacijo šintoističnega svetišča.
Svetišče lahko na svojem ozemlju vključuje več struktur, od katerih je vsaka zgrajena za drugačen namen. Med njimi so honden ali svetišča, kjer so posvečeni kamiji, heiden ali daritvena dvorana, kjer se darujejo daritve in molitve in haiden ali bogoslužna dvorana, kjer so lahko sedeži za častilce. Honden je stavba, ki vsebuje šintai, dobesedno »sveto telo kamija«. Od teh je samo haiden odprt za laike. Honden je običajno za haidnom in je pogosto veliko manjši in neokrašen. Druge pomembne značilnosti svetišča so temizuja, vodnjak, kjer si obiskovalci očistijo roke in usta, in šamušo (社務所), pisarna, ki nadzoruje svetišče. Stavbe pogosto krasijo čigi in kacuogi, različno usmerjeni drogovi, ki štrlijo iz njihove strehe.
Kot je bilo že pojasnjeno zgoraj, je bilo pred obnovo Meidži običajno, da so budistični tempelj zgradili znotraj ali poleg svetišča ali obratno. Če je bilo v svetišču budistični tempelj, so ga imenovali džingūdži (神宮寺). Podobno so templji po vsej Japonski sprejeli skrbniške kamije (鎮守/鎮主, čindžu) in zgradili tempeljska svetišča (寺社, džiša++), da bi jih nastanili. Po nasilni ločitvi budističnih templjev in šintoističnih svetišč (šinbucu bunri), ki jo je odredila nova vlada v obdobju Meidži, je bila povezava med obema religijama uradno prekinjena, vendar se je v praksi kljub temu nadaljevala in je vidna še danes.

## Arhitekturni slog
Stavbe svetišč imajo lahko veliko različnih osnovnih tlorisov, ki so običajno poimenovane bodisi po hondenu slavnega svetišča (npr. hijoši-zukuri, poimenovano po Hijoši-taiša) ali strukturni značilnosti (npr. irimoja-zukuri, po dvokapni in zatrepni strehi. Pripona -zukuri v tem primeru pomeni »struktura«.)
Streha hondena je vedno dvokapna, nekateri slogi pa imajo tudi verandi podoben prehod, imenovan hisaši (1 ken širok hodnik, ki obdaja eno ali več strani jedra svetišča ali templja). Med dejavniki, vključenimi v razvrstitev, so pomembni prisotnost ali odsotnost:
- hirairi ali hirairi-zukuri (平入・平入造) – slog gradnje, pri katerem ima stavba glavni vhod na strani, ki poteka vzporedno s slemenom strehe (stran brez dvokapnice). Temu tipu pripadajo šinmei-zukuri, nagare-zukuri, hačiman-zukuri in hie-zukuri.[44]
- cumairi ali cumairi-zukuri (妻入・妻入造) – slog gradnje, pri katerem ima stavba glavni vhod na strani, ki poteka pravokotno na sleme strehe (dvokapna stran). Tej vrsti pripadajo taiša-zukuri, sumijoši-zukuri, ōtori-zukuri in kasuga-zukuri.

(Galerija na koncu tega članka vsebuje primere obeh slogov.)
Pomembna so tudi razmerja. Stavba določenega sloga mora pogosto imeti določena razmerja, merjena v kenih (razdalja med stebri, spremenljiva količina od enega svetišča do drugega ali celo znotraj istega svetišča).
Najstarejši slogi so cumairi šinmei-zukuri, taiša-zukuri in sumijoši-zukuri, za katere se verjame, da so nastali pred prihodom budizma.
Dva najpogostejša sta hirairi nagare-zukuri in cumairi kasuga-zukuri.  Večja, pomembnejša svetišča imajo ponavadi edinstven stil.

## Razlaga imen svetišč
Nomenklatura svetišč se je od obdobja Meidži precej spremenila. Do takrat je bila velika večina svetišč majhnih in brez stalnega duhovnika. Z zelo redkimi izjemami so bili le del kompleksa templja in svetišča, ki ga je nadzorovala budistična duhovščina. Običajno so imeli lokalnega skrbniškega kamija, zato so jih klicali z imenom kami, ki so mu sledili izrazi, kot je gongen; ubusuna (産土), okrajšava za ubusuna no kami ali božanstvo varuh rojstnega kraja; ali veliki kami (明神, mjōdžin). Izraz džindža (神社), ki je zdaj najpogostejši, je bil redek. Primera te vrste uporabe pred Meidžijem sta Tokusō Daigongen in Kanda Mjōdžin.
Danes se izraz »šintoistično svetišče« uporablja v nasprotju z »budističnim templjem«, da bi zrcalili japonsko razlikovanje med šintoističnimi in budističnimi verskimi strukturami. Ta ena sama beseda pa prevede več neenakovrednih japonskih besed, vključno z džindža (神社), kot v Jasukuni džindža; jaširo (社) kot v Cubaki Ōkami Jaširo; mija (宮) kot v Vatarai no Mija; -gū (宮) kot v Ivašimizu Hačiman-gū; džingū (神宮) kot v Meidži Džngū; taiša (大社) kot v Izumo-taiša; mori (杜); in hokora/hokura (神庫).
Imena svetišč so opisna in velika težava pri obravnavanju njih je razumevanje, kaj točno pomenijo. Čeprav je njihova sestava zelo raznolika, je v njih običajno mogoče prepoznati dva dela. Prvo je pravo ime svetišča ali meišō (名称), drugo je tako imenovani šōgō (称号) ali »naslov«.

### Meišō
Najpogostejši meišō je lokacija, kjer stoji svetišče, kot na primer v primeru Ise Džingū, najsvetejšega svetišča, ki je v mestu Ise, prefektura Mie.
Zelo pogosto bo meišō ime vpisanega kamija. Svetišče Inari je na primer svetišče, posvečeno kami Inari. Podobno je svetišče Kumano svetišče, ki zajema tri gore Kumano. Svetišče Hačiman zajema kami Hačiman. Tokijsko svetišče Meidži prikazuje cesarja Meidžija. Ime ima lahko tudi drug izvor, pogosto neznan ali nejasen.

### Šōgō
Drugi del imena opredeljuje status svetišča.
- Džindža (神社) je najbolj splošno ime za svetišče. Vsak kraj, ki ima v lasti honden (本殿), je džindža. Ta dva znaka sta se včasih brala bodisi kamu-cu-jaširo bodisi mori, oba pa sta pomenila kami gaj. Oba načina lahko najdemo na primer v Man'jōšū.
- Jaširo (社) je generični izraz za šintoistično svetišče, kot je džindža.
- Mori (杜) je kraj, kjer je prisoten kami. Zato je lahko svetišče in pravzaprav se znaki 神社, 社 in 杜 lahko berejo »mori« (gaj). To branje odraža dejstvo, da so bila prva svetišča preprosto sveti nasadi ali gozdovi, kjer so bili prisotni kami.
- Pripona -ša ali -dža (社), kot v Šinmei-ša ali Tendžin-dža, označuje manjše svetišče, ki je s procesom kandžō prejelo kami od pomembnejšega.
- Hokora/hokura (神庫) je izjemno majhno svetišče, kakršno najdemo na primer ob podeželskih cestah.[48]
- Džingū (神宮) je svetišče s posebno visokim statusom, ki ima globok odnos s cesarsko družino ali časti cesarja, kot na primer v primeru Ise Džingū in Meidži Džingū. Samo ime Džingū pa se lahko nanaša le na Ise Džingū, katerega uradno ime je samo »Džingū«.
- Mija (宮) označuje svetišče, v katerem je posvečen poseben kami ali član cesarske družine, kot je cesarica, vendar obstaja veliko primerov, v katerih se uporablja preprosto kot tradicija. V obdobju državne ureditve so se mnoga imena -mija spremenila v džindža.
- -gū (宮) označuje svetišče cesarskega princa, vendar je veliko primerov, v katerih se uporablja zgolj kot tradicija.
- Taiša (大社) (znaki se berejo tudi ōjaširo) je dobesedno »veliko svetišče«, ki je bilo kot tako razvrščeno po starem sistemu razvrščanja svetišč, šakaku (社格), ki je bil odpravljen leta 1946.[49] Mnoga svetišča, ki vsebujejo ta shōgō, so ga sprejela šele po vojni.
- V japonskem srednjem veku so svetišča začeli imenovati z imenom gongen, izrazom budističnega izvora.[50] Na primer, na vzhodu Japonske je še vedno veliko svetišč Hakusan, kjer se samo svetišče imenuje gongen. Ker predstavlja uporabo budistične terminologije za šinto kami, je njegovo uporabo zakonsko odpravila vlada Meidži z Odredbo o ločitvi šintoizma in budizma (神仏判然令, Šin-bucu Hanzenrei) in svetišča so se začela imenovati džindža.

Ta imena si niso enakovredna v smislu prestiža: taiša je bolj prestižna kot -gū, ki pa je pomembnejši od džindža.

## Svetišča s strukturami, označenimi kot nacionalni zakladi
Svetišča, ki so del svetovne dediščine, so označena z (↑).
- Regija Tohoku
  - Svetišče Ōsaki Hačiman (Sendai, Miyagi)
- Regija Kanto
  - Nikō Tōšō-gū ↑ (Nikō, Točigi)
  - Rinnō-dži ↑ (Nikō, Točigi)
- Regija Čubu
  - Svetišče Nišina Šinmei (Ōmachi, Nagano)
- Regija Kansai
  - Ondžō-dži (Ōcu, Šiga)
  - Hijoši taiša (Ōcu, Šiga)
  - Svetišče Mikami (Jasu, Šiga)
  - Svetišče Ōsasahara (Jasu, Šiga)
  - Svetišče Cukubusuma (Nagahama, Šiga)
  - Svetišče Namura (Rjūō, Šiga)
  - Svetišče Kamo ↑ (Kjoto, Kjoto)
  - Daigo-dži ↑ (Kjoto, Kjoto)
  - Svetišče Tojokuni (Kjoto, Kjoto)
  - Kitano Tenman-gū (Kjoto, Kjoto)
  - Svetišče Udžigami ↑ (Udži, Kjoto)
  - Sumijoši taiša (Osaka, Osaka)
  - Svetišče Sakurai (Sakai, Osaka)
  - Svetišče Kasuga ↑ (Nara)
  - Endžō-dži (Nara)
  - Svetišče Isonokami (Tenri, Nara)
  - Svetišče Udamikumari (Uda, Nara)
- Regija Čugoku
  - Sanbutsu-ji (Misasa, Totori)
  - Izumo-taiša (Taiša, Šimane)
  - Svetišče Kamosu (Macue, Šimane)
  - Svetišče Kibicu (Okajama, Okajama)
  - Svetišče Icukušima ↑ (Hacukaiči, Hirošima)
  - Svetišče Sumijoši (Šimonoseki, Jamaguči)
- Regija Šikoku
  - Svetišče Kandani (Sakaide, Kagava)
- Regija Kjušu
  - Svetišče Usa (Usa, Ōita)
  - Svetišče Aoi Aso (Hitojoši, Kumamoto)

## Galerija
- Hirairi slog: vhod na strani brez zatrepa
- Csumairi slog: vhod na zatrepni strani
- Nekaj secumasša
- Hokora
- Šinmei-zukuri
- Sumijoši-zukuri
- Taiša-zukuri, Izumo-taiša
- Postaja Kajašima s svetim drevesom kafra, ki raste skozi njo, s svetiščem ob vznožju[51]
- Džindža no Mori blizu Junija, Hokaido